# Escravos de ganho
Os escravos de ganho, no contexto do Brasil colonial e do Império, eram escravos obrigados pelos seus senhores a realizar algum tipo de trabalho nas ruas, levando para casa ao fim do dia uma soma de dinheiro previamente estipulada.
Foi relativamente comum este tipo de escravo conseguir formar um pecúlio, que empregava na compra de sua liberdade, pagando ao senhor por sua alforria. Embora conhecida desde o século XVII nas áreas urbanas, na época do Império a prática foi mais controlada pelo estado, que concedia licença aos proprietários para o seu uso. As principais atividades a que se dedicavam eram as de carregadores, doceiras e pequenos consertos, embora alguns senhores induzissem as escravas à prostituição, o que era proibido por lei.
Esses escravos, apesar de que podiam ser terrivelmente punidos se não arrecadassem os valores exigidos pelos seus senhores, tinham certas vantagens sobre os outros tipos de escravos, isso porque tinham maior mobilidade, fazendo com que tivessem mais possibilidades de circulação do que os escravos das áreas rurais e mineradoras.